# Balyana sculptilis
Balyana sculptilis es un coleóptero de la familia Chrysomelidae.
Fue descrita científicamente por primera vez en 1895 por Fairmaire.